# Cantó de Saumur-Sud
El cantó de Saumur-Sud és una antiga divisió administrativa francesa del departament de Maine i Loira, situat al districte de Saumur. Té 12 municipis i el cap es Saumur. Va desaparèixer el 2015.

## Municipis
- Artannes-sur-Thouet
- Chacé
- Distré
- Fontevraud-l'Abbaye
- Montsoreau
- Parnay
- Rou-Marson
- Saumur (part)
- Souzay-Champigny
- Turquant
- Varrains
- Verrie

## Història
| Data d'elecció                           | Identitat           | Partit        | Qualitat |
| ---------------------------------------- | ------------------- | ------------- | -------- |
| 1945-1955                                | Emmanuel Clairefond | MRP           |          |
| 1955-1973                                | Lucien Gautier      | UNR           |          |
| 1973-1979                                | Lucien Méhel        | UDF           |          |
| 1979-1985                                | Jacques Percereau   | PS            |          |
| 1985-1988                                | Jean-Paul Hugot     | RPR           |          |
| 1988-2004                                | Louis Robineau      | UDF-CDS       |          |
| 2004-2015                                | Jackie Goulet       | Divers gauche |          |
| les dades anteriors no són pas conegudes |                     |               |          |
|                                          |                     |               |          |